# Zinnbach (Eger)
Der Zinnbach ist ein rechter und südlicher Zufluss der oberen Eger im Stadtgebiet von Bad Weißenstadt im nordostbayerischen Landkreis Wunsiedel im Fichtelgebirge.

## Geographie

### Verlauf
Die Quellbäche des Zinnbachs entspringen am Nordhang des bewaldeten Schneebergs (1051 m ü. NHN), des ihm nordöstlich vorgelagerten Rudolfsteins (866 m ü. NHN) und eines weiteren namenlosen Vorgipfels im Nordosten (853 m ü. NHN) des Schneeberg-Gipfels im Weißenstadter Forst-Süd. Die oberste dauerhaft schüttende Quelle liegt etwa 1,2 km nordnordöstlich des Gipfelplateaus des Schneebergs auf etwa (890 m ü. NHN) im Gewann Brunnendick. Der hier entstehende Zinnbach fließt zunächst etwa nordnordwestlich, bis er nach etwa anderthalb Kilometern an der Zumündung eines Quellbachbüschels und des Abflusses der auf nur etwa 734 m ü. NHN liegenden Alten-Eger-Quelle eine nordöstlich laufende Talrinne erreicht.
In dieser Richtung zieht er vorbei an der Weißenhaider Mühle in einer kleinen Weißenstädter Exklave und tritt wenig unterhalb von dieser kurz vor deren Dorf Weißenhaid aus dem Bergwald in die Flur und das Stadtgebiet von Bad Weißenstadt über. Hier mündet von rechts der größte Zufluss Sägwiesenbach und der Zinnbach fließt nunmehr in einem leicht nach links ausholenden Bogen nach Norden lange neben der Kreisstraße WUN 2 und durchfließt dabei das Dorf Weißenhaid. Zuletzt mündet er etwa einen Viertelskilometer südöstlich des Dorfrandes von Voitsumra von rechts als deren erst zweiter bedeutenderer Zufluss auf 622 m ü. NHN in die oberste Eger.
Der Zinnbach hat von seiner obersten Quelle an eine Länge von etwa 3,8 km, den Unterschied von etwa 268 Höhenmeter von dieser an durchläuft er mit einem sehr hohen mittlerem Sohlgefälle von rund 70 ‰.

### Einzugsgebiet
Der Zinnbach entwässert etwa 7,1 km² am und unterm Nordhang des Schneeberges ungefähr nordwärts zur Eger. Im Nordwesten grenzt an sein Einzugsgebiet das des Krebsbachs, eines kleineren rechten Eger-Zuflusses etwas weiter oben. An dessen Ostseite nimmt der Birkenbach die meisten Bäche auf der anderen Seite von Schneeberg und Rudolfstein auf, der etwas unterhalb von Bad Weißenstadt in die Eger mündet. Fast auf dem Schneeberggipfel grenzt auch kurz das Entwässerungsgebiet der an dessen Osthang entstehenden Röslau an, die noch weiter abwärts in die Eger entwässert. Am Südhang des Schneebergs laufen die Bäche alle zum Weißen Main, der auch den gesamten Abfluss jenseits der südwestlichen Wasserscheide des Zinnbachs aufnimmt, darunter den Kroppenbach. Die gesamte südwestliche, hydrologisch bedeutendste Einzugsgebietsgrenze über den Schneeberg ist deshalb Teil der Großwasserscheide zwischen Elbe dies- und Rhein jenseits.

## Zuflüsse
- Sägwiesenbach, von rechts bei Bad Weißenstadt-Zechenhaus

## Name
Der Bachname weist auf den Zinnerzbergbau hin, der hier seit dem Mittelalter betrieben wurde. An der niedriger liegenden, oben erwähnten Alte-Eger-Quelle im Zulaufsystem des Zinnbaches, die auf einer Waldlichtung bei einer Forsthütte liegt, begann nach früherer Auffassung die Alte Eger. Im Jahre 1923 wurde die Eger-Quellfassung knapp zwei Kilometer weiter nach Westen an ihren heutigen Standort verlegt, daraufhin verschwand diese Bezeichnung.

## Wirtschaftliche Nutzung
Mit dem Wasser des Zinnbaches wurden die Wasserräder von Hammerwerken und Blasebälgen in der Weißenhaider Mühle und in Weißenhaid angetrieben.

## Karte
- Landesamt für Digitalisierung, Breitband und Vermessung Bayern, Amtliche Topographische Karte 1:25.000 (ATK25), Nr. C12 Münchberg
- Fritsch Wanderkarte Nr. 110 Weißenstadt Maßstab 1:35.000